# Flight of the Phoenix
Flight of the Phoenix är en amerikansk film från 2004.

## Handling
Ett passagerarplan, med ett gäng arbetare som återvänder från en provborrningsplats någonstans i Kina, havererar i öknen. Gruppen ger järnet och kämpar för att komma tillbaka till civilisationen genom att bygga ett nytt plan.

## Om filmen
Filmen är en nyinspelning av Flykten från öknen från 1965.

## Rollista (i urval)
- Dennis Quaid - Frank Towns
- Tyrese Gibson - A.J.
- Giovanni Ribisi - Elliott
- Miranda Otto - Kelly Johnson
- Tony Curran - Alex Rodney
- Sticky Fingaz - Jeremy (as Kirk Jones)
- Jacob Vargas - Sammi
- Hugh Laurie - Ian
- Scott Michael Campbell - James Liddle
- Kevork Malikyan - Rady
- Jared Padalecki - Davis
- Paul Ditchfield - Dr. Gerber
- Martin Hindy - Newman (as Martin 'Mako' Hindy)
- Bob Brown - Kyle
- Anthony Wong - Lead Smuggler